# Thanks for the Memory: The Great American Songbook, Volume IV
Thanks for the Memory: The Great American Songbook, Volume IV – dwudziesty trzeci studyjny album angielskiego piosenkarza rockowego Roda Stewarta. Płyta została wydana w 2005 przez wytwórnię J Records. Jest czwartym albumem z serii The Great American Songbook

## Lista utworów
1. „I've Got a Crush on You” (George Gershwin, Ira Gershwin) (duet z Dianą Ross) – 3:08
2. „I Wish You Love” (Léo Chauliac, Charles Trenet, Albert A. Beach) – 3:36
3. „You Send Me” (Sam Cooke) – 2:49
4. „Long Ago (and Far Away)” (Jerome Kern, I. Gershwin) – 3:27
5. „Makin' Whoopee” (Walter Donaldson, Gus Kahn) – 3:11
6. „My One and Only Love” (Guy Wood, Robert Mellin) – 3:10
7. „Taking a Chance on Love” (Vernon Duke, John Latouche, Ted Fetter) – 2:43
8. „My Funny Valentine” (Richard Rodgers, Lorenz Hart) – 3:09
9. „I've Got My Love to Keep Me Warm” (Irving Berlin) – 3:50
10. „Nevertheless (I'm in Love with You)” (Harry Ruby, Bert Kalmar) – 3:25
11. „Blue Skies” (Berlin) – 3:38
12. „Let's Fall in Love” (Harold Arlen, Ted Koehler) – 3:15
13. „Thanks for the Memory” (Leo Robin, Ralph Rainger) – 3:44

## Certyfikaty
| Kraj            | Certyfikaty        |
| --------------- | ------------------ |
| USA             | 2x platynowa płyta |
| Wielka Brytania | platynowa płyta    |
| Szwecja         | platynowa płyta    |
| Polska          | złota płyta        |